# Црква Свете Недјеље у Забрђу
Црква Свете Недјеље у Забрђу или Свете Неђеље (локализам), храм је (садашњи) из 17. вијека и припада Mитрополији црногорско-приморској Српске православне цркве.
То је једна од три православне цркве у Забрђу и посвећена је Светој мученици Недјељи. Остале двије су посвећене Рођењу Пресвете Богородице и Светог апостола Андреја Првозваног. По пароху луштичком Николи Урдешићу, и црква Светог Харитона спада у Забрђе, а не у село Клинци, па у том случају Забрђе има четири цркве (туристичка мапа 89 цркава у општини Херцег Нови, цркву Св. Харитона смјешта у Клинце). У ранија времена, свако братство (ако је богатије) би имало своју цркву. Ова црква је везана за братсво (презиме) Мендегаја. Храм је мањих димензија и грађен је од камена. На јужном и сјеверном зиду храма је по један прoзор, као и на полукружној олтарској апсиди. Изнад врата је звоник на преслицу са једним звоном. Из дворишта цркве, која се налази на брду, се види дио Бококоторског залива.
Порта цркве и црква су обновљени 2019. године, по задњој жељи Бранка Пера Мендегаје, а то је урађено захваљујући његовој супрузи Франки и синовима Петру и Ненаду, како стоји на спомен плочи у порти цркве. У порти, ближе западном зиду (код врата) је и гробница три јеромонаха и једне монахиње, који су се презивали Мендегаја. Гробница је обновљена 2008. године, исто по жељи покојног Бранка Пера Мендегаје, како пише на спомен плочи о обнови гробнице.
По натпису са иконостаса се види да је иконостас рад Ђорђа Васиљевића из 1802. године. Све до 1453. када је Друшко Которанин, сипајући отров у чорбу, побио братију Царске лавре Светих Архангела Превлачких, ова је светиња била скит превлачки. О конаку који се налазио у порти храма се зна само из предања, јер остаци данас више не постоје.

## Галерија
- Поглед на дио Боке у близини цркве
- Капија порте је украшена са једним од српских националних симбола, крстом са четири оцила
- Спомен плоча о обнови цркве и порте, 2019. године
- Обновљена гробна плоча четверо монаха, у порти цркве
- Порта има клупе од камена, као и остале порте цркава овога краја
- Звоник
- Крст на капији цркве